# Gelinden
Gelinden is een dorp in de Belgische provincie Limburg en een deelgemeente van Sint-Truiden, het was een zelfstandige gemeente tot aan de gemeentelijke herindeling van 1971.

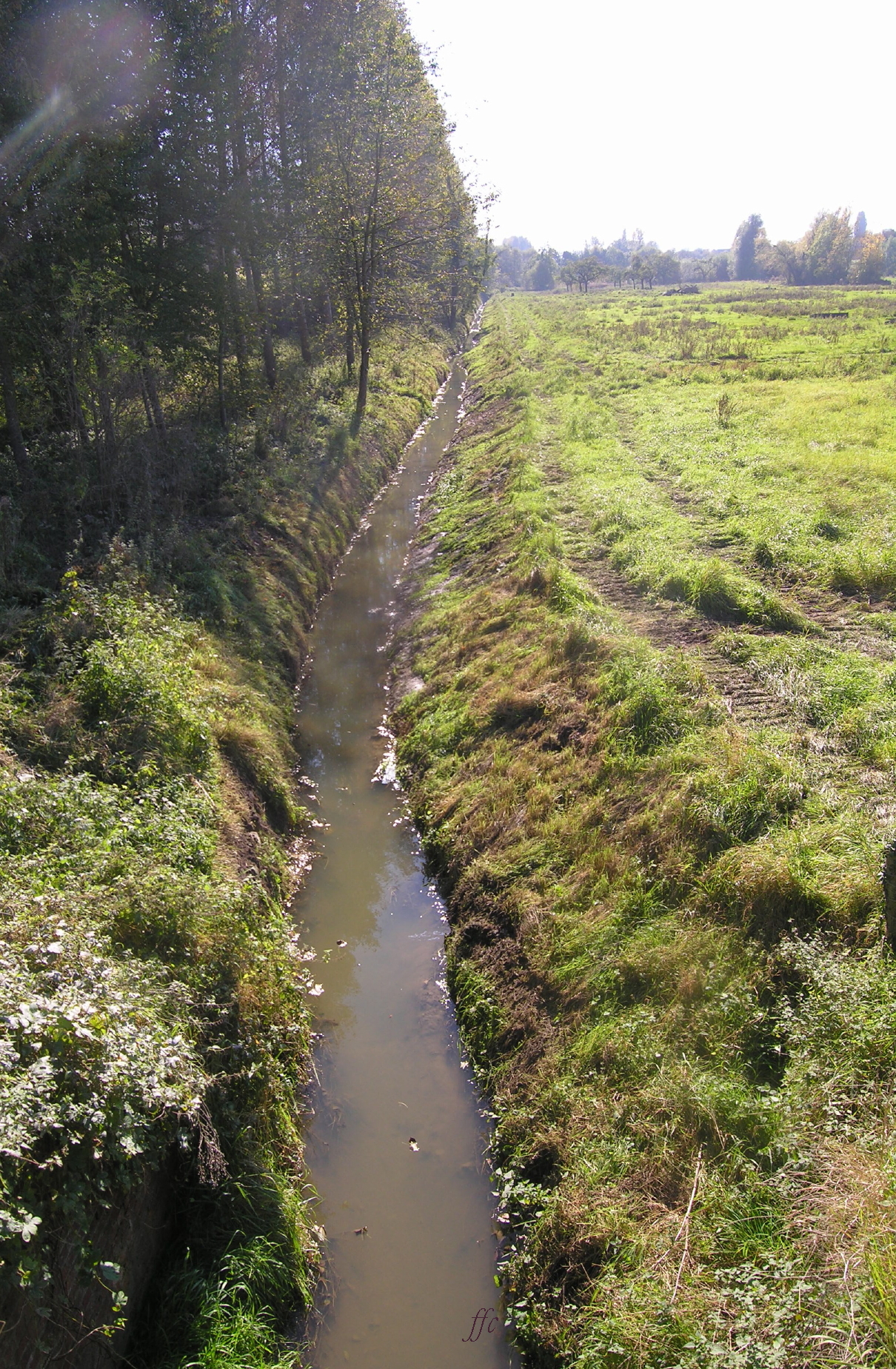
De Herk in Gelinden

Gelinden is een Haspengouws landbouwdorp gelegen aan de Herk. Het dorp ligt op 7 kilometer ten zuidoosten van Sint-Truiden langs de N3, de verbindingsweg tussen de stad en Luik.

## Etymologie
Gelinden werd voor het eerst vermeld in 984 als Ghedelu. Dit zou afkomstig zijn van het Germaanse glindinja, wat ontruiming betekent.

## Geschiedenis
De heerlijkheid Gelinden was een leen van het graafschap Loon en bestond verder nog uit Groot-Gelmen, Klein-Gelmen, Engelmanshoven, Mettekoven, Batsheers en Opheers. Na het Loonse tijdperk werden de twee laatsten hiervan losgemaakt en werd de rest van de heerlijkheid rechtstreeks bezit van het prinsbisdom Luik. In de 18e eeuw werd de heerlijkheid in pand gegeven aan graaf de Borchgrave.

In 1795 bij het ontstaan van de gemeenten werd Gelinden een zelfstandige gemeente. Het bleef steeds een landbouwdorp. In 1971 werd Gelinden de spil van de nieuwe fusiegemeente Gelmen die verder nog uit Engelmanshoven, Groot-Gelmen en Klein-Gelmen bestond. In 1977 werd Gelmen reeds opgeheven en werd Gelinden een deelgemeente van Sint-Truiden.

## Demografische ontwikkeling
- Bronnen:NIS, Opm:1831 tot en met 1970=volkstellingen

## Bezienswaardigheden
- De classicistische Sint-Quintinuskerk uit 1791.
- Enkele grote 18e-19e-eeuwse vierkantshoeves.

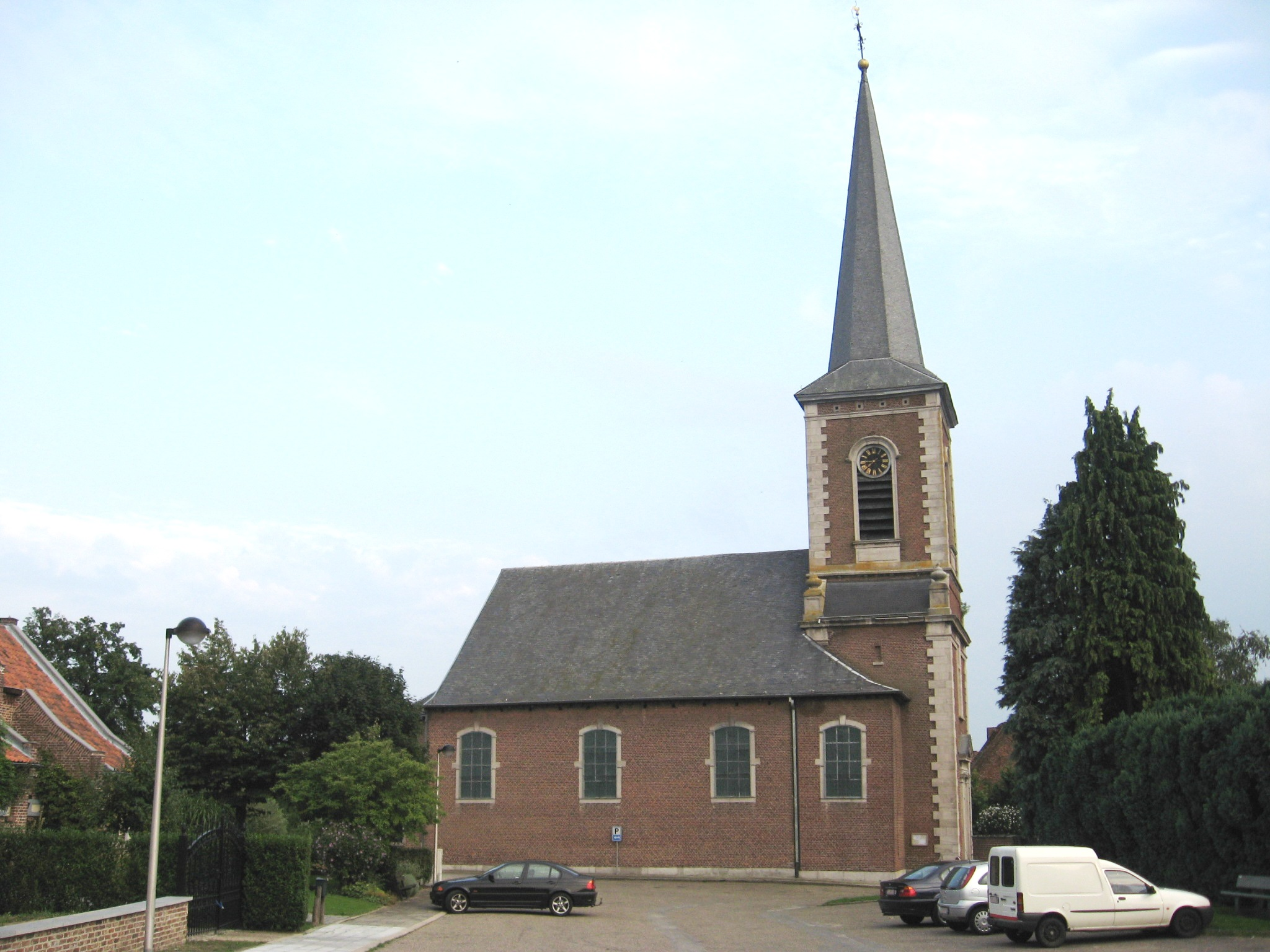
De Sint-Quintinuskerk

## Natuur en landschap
Gelinden ligt in Droog-Haspengouw nabij de vallei van de Herk, waar men het natuurgebied Overbroek vindt. De hoogte loopt op van ongeveer 50 meter nabij de Herk tot 102 meter in het zuiden.
Gelinden kent landbouw, waaronder fruitteelt.

## Mergelgroeve van Gelinden
Tot de opkomst van kunstmest, na de 2de Wereldoorlog werd er eeuwenlang mergel ontgonnen in de steilrand van Overbroek. Die groeven werden reeds vernoemd in 1612. Eertijds werden er over een lengte van 300 meter drie openluchtgroeven uitgebaat, waarvan de mergel gebruikt werd om verzuring van landbouwgrond tegen te gaan.
Einde 19de eeuw werd de groeve van Gelinden wereldvermaard als een site van uitzonderlijk wetenschappelijk belang door de vondst van grote hoeveelheden goed bewaarde, unieke fossielen van planten (boombladeren, zaden, zeegrassen) uit het vroeg tertiair van West-Europa.
De kalkmergel van Gelinden is ongeveer 58 miljoen jaar geleden afgezet in een vermenging van zout zeewater met zoet rivierwater, ideaal voor het fossiliseren van zee- en landplanten. 
In het nabijgelegen Natuur.huis Haspengouw in Gelinden is er een permanente tentoonstelling over de mergels van Gelinden.

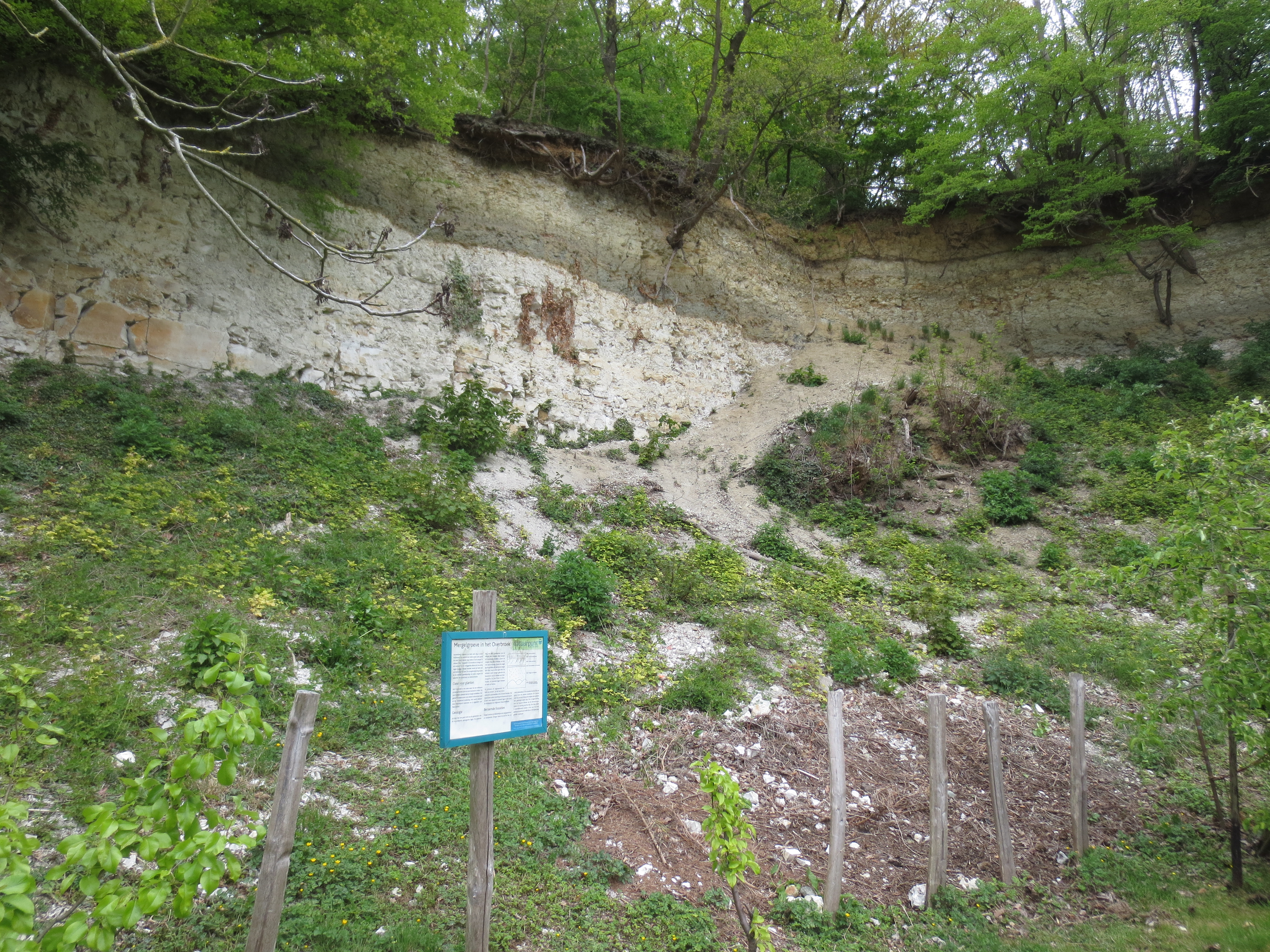
Vroegere 'Mergelgroeve'

## Nabijgelegen kernen
Boekhout, Engelmanshoven, Klein-Gelmen, Mechelen-Bovelingen, Heers
Deelgemeenten: Aalst · Brustem · Duras · Engelmanshoven · Gelinden · Gorsem · Groot-Gelmen · Halmaal · Kerkom-bij-Sint-Truiden · Ordingen · Runkelen · Sint-Truiden · Velm · Wilderen · Zepperen

Overige kernen: Bevingen · Kortenbos · Melveren · Metsteren · Senselberg

Belgische gemeenten · Arrondissement Hasselt · Limburg · Vlaanderen